# John Teller
John Teller (Bishop, 9 de marzo de 1983) es un deportista estadounidense que compitió en esquí acrobático.
Ganó una medalla de bronce en el Campeonato Mundial de Esquí Acrobático de 2013, en el campo a través. Adicionalmente, consiguió una medalla de oro en los X Games de Invierno.

## Medallero internacional
| Campeonato Mundial | Campeonato Mundial  | Campeonato Mundial | Campeonato Mundial |
| Año                | Lugar               | Medalla            | Prueba             |
| ------------------ | ------------------- | ------------------ | ------------------ |
| 2013               | Oslo/Voss (Noruega) | Medalla de bronce  | Campo a través     |

| X Games de Invierno | X Games de Invierno    | X Games de Invierno | X Games de Invierno |
| Año                 | Lugar                  | Medalla             | Prueba              |
| ------------------- | ---------------------- | ------------------- | ------------------- |
| 2011                | Aspen (Estados Unidos) | Medalla de oro      | Campo a través      |